# Masjoan (Espinelves)
Masjoan és una masia d'Espinelves (Osona) inclosa a l'Inventari del Patrimoni Arquitectònic de Catalunya.

## Descripció
Edifici civil. Masia de planta rectangular (22 x 26), coberta a dues vessants i amb el carener perpendicular a la façana, situada a migdia. Consta de planta baixa, dos pisos i golfes. Es troba assentada en un pendent de sud a nord. La façana, que dona directament al primer pis, amb un gran portal dovellat i dues finestres a la planta. A la resta hi ha obertures de diferents mides amb ampits motllurats. A la part dreta s'hi adossa un cos rectangular (6 x 18), cobert a una vessant àmplia i un ràfec amb portal a la planta i porxos sostinguts per pilars de pedra al primer pis. A mà dreta s'hi adossa un altre cos de la mateixa llargada i més ample, amb un terrat al primer pis i dependències agrícoles, que junt amb l'altre cos, formen la lliça, tancada per dos pilars amb motllures a manera de capitell. A totes les façanes hi ha diverses finestres emmarcades per carreus de pedra. A la façana de ponent, a nivell del primer i segon pis, s'obren dos nivells de porxos d'arc de mig punt sostinguts per pilars, formant galeries al primer pis, i només a manera de porxos al segon pis.

## Història
Antic mas que apareix en la documentació del monestir de Sant Llorenç del Munt, així sabem que el 1337 aquest mas, per diferents deixes i compres, pertanyia al prior de la canònica. Així pertanyien al monestir, a més del mas, les seves terres i fins als drets de subjecció personal o de remença. Al segle xiv s'amplià aquest patrimoni i arribaren a posseir tota la parròquia. No sabem si Masjoan quedà despoblat pels estralls de la pesta negra, però en els fogatges del 1553 trobem registrat un tal STEVE TANYEDES alies MASJOAN.
En aquesta masia hi va viure el notable naturalista Marià Masferrer i Rierola (1856-1923), convertint el mas en un notable jardí botànic. També s'hi conserven molts ocells dissecats. Actualment és un centre important d'explotació de coníferes, tant pel que fa a planters com a repoblació.
Dades constructives, donades pel propietari:
-Porxos: 1763-76.
-Arrebossat a finals del segle xix.
-Reformes recents a la teulada.
Conserven documentació des del segle xii.